# Lisala
Lisala es una ciudad en la provincia de Mongala (antigua provincia de Équateur), situada al nordeste de la República Democrática del Congo. Sus coordenadas son 2°9′00″N 21°31′0″E / 2.15000, 21.51667.
El río Congo atraviesa la ciudad, que es principalmente conocida por ser el lugar donde nació Mobutu Sese Seko, el militar dictador que gobernó la República de Zaire entre 1965 y 1997.
- Datos: Q371532
- Multimedia: Lisala / Q371532